# Equazione trinomia
Le equazioni trinomie sono quelle riconducibili alla forma:
{\displaystyle ax^{2n}+bx^{n}+c=0,}
dove {\displaystyle n} è un intero positivo, {\displaystyle a}, {\displaystyle b} e {\displaystyle c} sono numeri reali (oppure complessi) e {\displaystyle a\neq 0}. 

## Descrizione
Parametrizzando come segue:
{\displaystyle x^{n}=y,}
si può riscrivere l'equazione in termini di {\displaystyle y}:
{\displaystyle ay^{2}+by+c=0.}
Risolvendo quest'equazione quadratica (detta equazione risolvente o ausiliaria) e sostituendo nella relazione precedente è possibile trovare facilmente le soluzioni cercate.
1. Caso in cui {\displaystyle n} è pari.
- Se la risolvente ammette due soluzioni positive distinte {\displaystyle y_{1}} e {\displaystyle y_{2},} allora l'equazione trinomia ammette le quattro soluzioni reali {\displaystyle \pm {\sqrt[{n}]{y_{1}}}} e {\displaystyle \pm {\sqrt[{n}]{y_{2}}}} (che si riducono a tre se una soluzione della risolvente è nulla).

- Se la risolvente ammette due soluzioni discordi, l'equazione trinomia ammette due soluzioni reali, corrispondenti alle due radici n-esime reali della soluzione positiva.

- Se la risolvente ammette una soluzione reale {\displaystyle y_{1},} allora la trinomia ammette due soluzioni se {\displaystyle y_{1}>0,} una se {\displaystyle y_{1}=0,} nessuna se {\displaystyle y_{1}<0.}

- Se la risolvente non ammette soluzioni reali, lo stesso dicasi per l'equazione originaria.

2. Caso in cui {\displaystyle n} è dispari.
- Se la risolvente ammette due soluzioni distinte {\displaystyle y_{1}} e {\displaystyle y_{2},} allora l'equazione trinomia ammette le due soluzioni reali {\displaystyle {\sqrt[{n}]{y_{1}}}} e {\displaystyle {\sqrt[{n}]{y_{2}}}}.

- Se la risolvente ammette una soluzione reale {\displaystyle y_{1},} allora la trinomia ammette la soluzione {\displaystyle {\sqrt[{n}]{y_{1}}}.}

- Se la risolvente non ammette soluzioni reali, lo stesso dicasi per l'equazione originaria.

Soluzioni complesse
Nel campo dei numeri complessi se {\displaystyle z_{1}} e {\displaystyle z_{2}} sono le due soluzioni della risolvente, allora le {\displaystyle 2n} soluzioni sono date da:
{\displaystyle {\sqrt[{n}]{z_{1}}}e^{\frac {2\pi k}{n}},\qquad {\text{con }}k=0,1,\ldots ,n-1,}
{\displaystyle {\sqrt[{n}]{z_{2}}}e^{\frac {2\pi k}{n}},\qquad {\text{con }}k=0,1,\ldots ,n-1.}